# Viorel Nicoară
Viorel Nicoară (* 27. September 1987 in Bukarest) ist ein rumänischer ehemaliger Fußballspieler.

## Karriere
Nicoară begann im Alter von acht Jahren mit dem Fußballspielen in seiner Heimatstadt Bukarest. Im Jahr 2005 wechselte er in die Jugend von Unirea Urziceni, von wo es ihn ein Jahr später zu Olimpia Râmnicu Sărat in die Liga III zog. Im Sommer 2008 nahm ihn der Ligakonkurrent FC Victoria Brănești unter Vertrag. Dieser Wechsel erwies sich als Glücksgriff. Mit Brănești gelang ihm in zwei Jahren der Durchmarsch von der Liga III in die Liga 1. Nicoară konnte sich in allen drei Ligen als Stammkraft behaupten. In der Saison 2010/11 kämpfte er von Beginn an gegen den Abstieg. Während der Winterpause verpflichtete ihn der amtierende rumänische Meister CFR Cluj, der seinerseits hinter seinen Saisonzielen hinterherhinkte und sich lediglich im Mittelfeld wiederfand. In der darauf folgenden Spielzeit knüpfte sein Verein wieder an frühere Erfolge an und gewann abermals die Meisterschaft. Dabei kam Nicoară jedoch kaum zum Einsatz. Anfang 2013 verließ er Cluj zum Ligakonkurrenten Pandurii Târgu Jiu – zunächst auf Leihbasis, am Sommer 2013 fest verpflichtet. Mit Pandurii konnte er sich in den Spielzeiten 2012/13 und 2015/16 für die Europa League qualifizieren. Im Sommer 2016 verließ er den Klub zu Maccabi Petach Tikwa nach Israel, schloss sich aber bereits im August 2016 dem amtierenden rumänischen Meister Astra Giurgiu an. Zwei Jahre später (und nach einer Leihe) war er noch jeweils sieben Mal in der zweiten Liga für ACS Energeticianul und Sportul Snagov aktiv.

### Nationalmannschaft
Im August 2011 berief der rumänische Nationaltrainer Victor Pițurcă Nicoară erstmals ins Aufgebot der Nationalmannschaft für ein Freundschaftsspiel gegen San Marino. Am 10. August 2011 bestritt er sein bisher einziges Länderspiel, als er in der 83. Minute für Costin Curelea eingewechselt wurde.

## Erfolge
- Rumänischer Meister: 2012
- Aufstieg in die Liga 1: 2010